# Championnat d'Europe de skeleton 1988
Navigation
Édition précédente Édition suivante
Le championnat d'Europe de skeleton 1988, huitième édition du championnat d'Europe de skeleton, a lieu en 1988 à Winterberg, en Allemagne de l'Ouest. Il est remporté par le Suisse Alain Wicki devant les Autrichiens Andi Schmid et Franz Plangger.